# ترزا زابل
ترزا زابل (اسپانیایی: Theresa Zabell‎؛ زادهٔ ۲۲ مه ۱۹۶۵) قایقران قایق بادبانی اهل اسپانیا است.
وی در مسابقات کشوری و بین‌المللی در مجموع برندهٔ ۲ مدال طلا شده‌است.